# Clitoria mariana
Clitoria mariana är en ärtväxtart som beskrevs av Carl von Linné. Clitoria mariana ingår i släktet Clitoria, och familjen ärtväxter.

## Underarter
Arten delas in i följande underarter:
- C. m. mariana
- C. m. orientalis
- C. m. pubescentia

## Bildgalleri

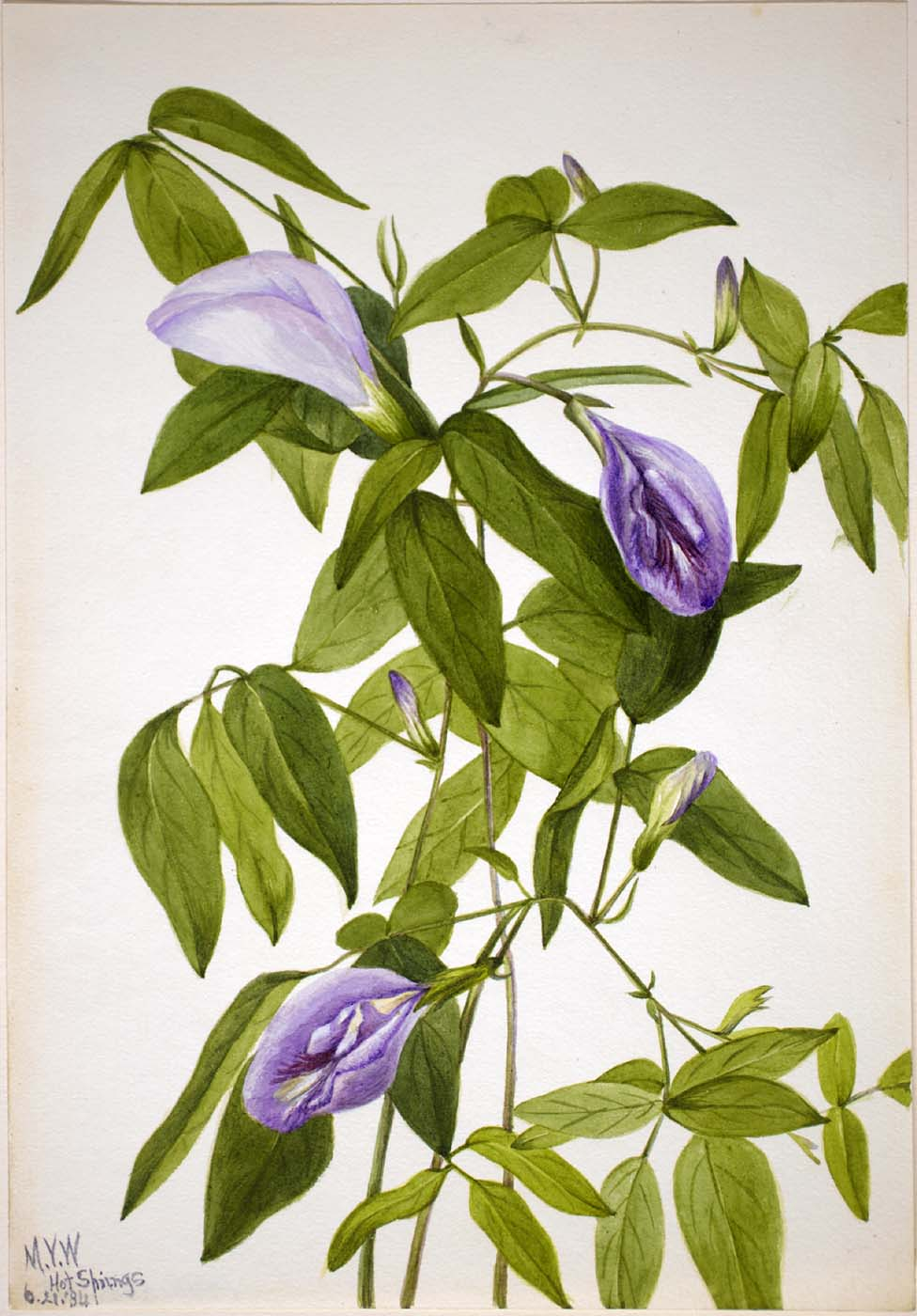
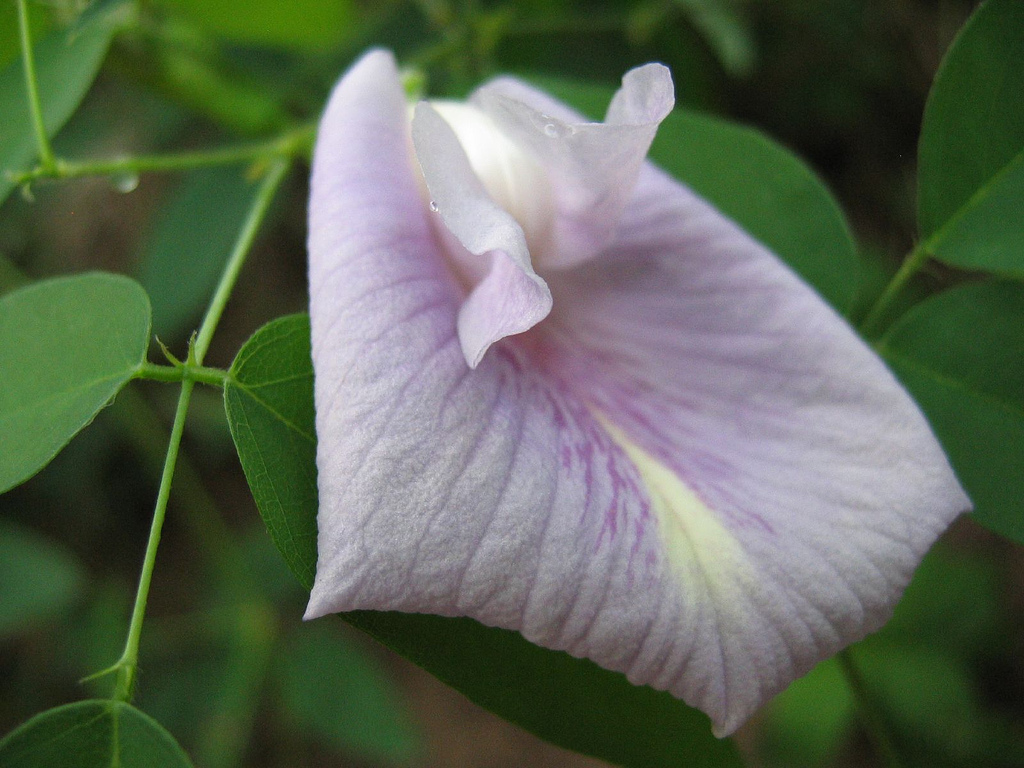